# Theodore Greely White
Prof. Dr. Theodore Greely White ( * 1872 - 7 de julio de 1901 ) fue un geólogo, botánico estadounidense.
Nacido y educado en Nueva York, hijo de Joseph Theodore y de Caroline Greely White. En 1898 se graduó en la "Escuela de Minas" de la Columbia University, con un Ph.B, M.A., y Ph.D.

## Algunas publicaciones
- Illustrations of the dynamic metamorphism of anorthosites and related rocks in the Adirondacks. Bull. Geol. Soc. Amer. 7: 488-489.

Amer. Geol. 17: 92. Science 3: 48
- Dikes in the Adirondack region. Science 3 : 214

- La abreviatura «T.G.White» se emplea para indicar a Theodore Greely White como autoridad en la descripción y clasificación científica de los vegetales.[3]